# ザ・デイ・ビフォア・ユー・ケイム
「ザ・デイ・ビフォア・ユー・ケイム」（原題：The Day Before You Came）は、スウェーデンの音楽グループABBAが、1982年10月18日にリリースした27枚目のシングル。

## 概要
本曲はベスト・アルバム『The Singles: The First Ten Years』に新曲として収録された。
アグネッタ・フォルツコグがリードヴォーカルを担当。この曲は、平凡な女性の恋人と出会うまでの気持ちを歌っている。"The Day Before You Came"は、日本語に訳すと、“あなたが現れる前の日”となる。
なお、この曲はその後アルバム『ザ・ヴィジターズ』の再発盤にボーナストラックとして追加されている。
最初に日本でシングルとして発売された時のタイトルは「ビフォー・ユー・ケイム」。
曲はヨーロッパ各地を中心にヒットし、フィンランドで1位、スウェーデン、ベルギー、オランダなどでは3位を記録した。
ローリング・ストーンが選ぶ「最も素晴らしいABBAの曲」のランキングでは15位に選ばれた。

## ミュージック・ビデオ
ABBAのミュージック・ビデオは長らくラッセ・ハルストレムが監督していたが、本曲ではシェル・スンズヴァルとシェル・オーケ・アンデションが監督を務めた。ストックホルムで撮影されたミュージック・ビデオはアグネタが見知らぬ男と電車で出会い、恋に落ちていく内容になっている。
ビデオにはベルツェリー公園の中にあるチャイナ・シアターで撮影されたグループ・ショットも含まれており、撮影場所はポーラー・ミュージックのオフィスから近い位置であった。ビデオの撮影と並行して写真撮影も行われた。ビデオの撮影は快調に進み、アンケジョンはアグネタについて「仕事がやりやすかった」と評した。だがスンズヴァルは「グループというより四人個々と仕事した感じだった」と現場の雰囲気を振り返っている。

## チャート
| チャート (1982年)                               | 最高 順位 |
| ----------------------------------------------- | --------- |
| アルゼンチン                                    | 6         |
| オーストラリア (ケント・ミュージック・レポート) | 48        |
| オーストリア (Ö3 Austria Top 40)                | 16        |
| ベルギー (Ultratop 50 Flanders)                 | 3         |
| ボリビア (UPI)                                  | 9         |
| カナダ アダルト・コンテンポラリー (RPM)         | 5         |
| フィンランド (スオメン・ヴィラリネン・リスタ)   | 1         |
| アイルランド (IRMA)                             | 12        |
| オランダ (Dutch Top 40)                         | 3         |
| オランダ (Single Top 100)                       | 3         |
| ノルウェー (VG-lista)                           | 5         |
| スペイン (AFYVE)                                | 29        |
| スウェーデン (Sverigetopplistan)                | 3         |
| スイス (Schweizer Hitparade)                    | 4         |
| UK シングルス (OCC)                             | 32        |
| 西ドイツ (GfK Entertainment charts)             | 5         |

| チャート (1982年)               | 最高順位 |
| ------------------------------- | -------- |
| ベルギー (Ultratop 50 Flanders) | 30       |
| オランダ (Dutch Top 40)         | 65       |
| オランダ (Single Top 100)       | 29       |